# Can Mas (Tona)
Can Mas o Can Topo és una obra barroca de Tona (Osona) inclosa a l'Inventari del Patrimoni Arquitectònic de Catalunya.

## Descripció
Edifici de planta baixa i dos pisos. A la planta hi ha un portal que devia servir als carruatges, amb una llinda d'una sola peça (1763) i carreus escairats als brancals. Al seu costat hi ha una porta més estreta, només amb carreus a la part superior dels brancals. Al primer pis s'obren dues finestres amb llindes de pedra, carreus carejats als brancals i replanells. És interessant la galeria, composta per dos finestrals d'arcs escarsers i amb una barana de fusta, sota la teulada. Aquestes estructures urbanes són paral·leles a les galeries de les masies de la comarca, també d'època moderna. La façana acaba amb un ràfec sostingut per un embigat de fusta que protegeix la galeria.

## Història
El carrer de Barcelona es va formar a partir d'uns assentaments unifamiliars aïllats que al segle xviii, amb la construcció de cases noves, s'agruparen i configuraren un dels carrers que donà consistència a un nucli de població diferenciat de les cases de pagès i del castell. Aquesta zona continua sent el centre de Tona, de manera que les cases, malgrat alguns hagin estat modificats o hagin perdut el concepte de casa unifamiliar, han estat habitades ininterrompudament.